# Pawłowo (powiat kwidzyński)
Pawłowo – wieś w Polsce położona w województwie pomorskim, w powiecie kwidzyńskim, w gminie Gardeja przy drodze wojewódzkiej nr 523.
W latach 1975–1998 miejscowość należała administracyjnie do województwa elbląskiego.